# Nikiasz (garncarz)
Nikiasz (gr. Νικίας) – grecki garncarz (ceramik) czynny w Atenach pod koniec V wieku p.n.e.
Znany jest dzięki sygnaturze pozostawionej na jednym z kraterów dzwonowatych, wykonywanych w jego pracowni (obecnie w londyńskim British Museum). Współpracował z nim anonimowy artysta, zwany umownie Malarzem Nikiasza i znany jako twórca scen o tematyce mitologicznej i kultowej, w wyobrażeniach graniczących z groteską, m.in. skarykaturowanego Heraklesa.